# Kalliokari (ö i Mellersta Österbotten, lat 64,17, long 23,67)
Kalliokari med den mindre Heikinkari i norr är öar i Finland. De ligger i Bottenviken och i kommunen Kalajoki i landskapet Norra Österbotten, i den nordvästra delen av landet. Öarna ligger omkring 130 kilometer sydväst om Uleåborg och omkring 450 kilometer norr om Helsingfors.
Öarnas sammanlagda area är 37,4 hektar och deras sammanlagda största längd är 1,2 kilometer i sydöst-nordvästlig riktning. De båda öarna åtskiljs av en muddrad kanal.

## Klimat
Inlandsklimat råder i trakten. Årsmedeltemperaturen i trakten är 0 °C. Den varmaste månaden är juli, då medeltemperaturen är 16 °C, och den kallaste är januari, med −14 °C.